# Bodflyttningstjärnen
Bodflyttningstjärnen är en sjö i Strömsunds kommun i Jämtland och ingår i Ångermanälvens huvudavrinningsområde.